# Ветманьский, Леон
 Ле́он Ветма́ньский  (пол. Leon Wetmański; 10 апреля 1886, Журомин, Мазовецкое воеводство — 1 октября 1941, Дзялдово, Варминско-Мазурское воеводство) — блаженный Римско-католической церкви, епископ. Входит в число 108 блаженных польских мучеников, беатифицированных римским папой Иоанном Павлом II во время его посещения Варшавы 13 июня 1999 года.

## Биография
Родился 10 апреля 1886 года в городе Журомин, ныне Мазовецкого воеводства, Журоминского повята, в Польше. Его родители владели здесь несколькими ветряными мельницами. В 1902 году поступил на обучение в педагогическое училище. В то время Польша входила в Российскую империю, и царские власти запрещали обучение детей на польском языке. За подпольное преподавание польского языка и подписание петиции о внесении польского языка в школьную программу был исключён с третьего, заключительного курса педагогического училища. 22 июня 1906 года поступил в Высшую духовную семинарию в городе Плоцке, ректором которой в то время был Антоний Юлиан Нововейский. 23 июня 1912 года Леон Ветманьский был рукоположён в священника епископом Антонием Юлианом Нововейским в кафедральной базилике Успения Пресвятой девы Марии в Плоцке, после чего продолжил своё образование в Императорской Римско-католической духовной академии в Санкт-Петербурге, которую закончил в 1916 году. Будучи в Санкт-Петербурге во время Первой мировой войны, помогал жертвам войны, организовал приют для сирот. Из-за войны не смог вернуться в Польшу. В 1917 году исполнял обязанности духовного отца в католической семинарии. В 1918 году вернулся на родину и стал преподавать аскетику в плоцкой семинарии. В 1921 году служил при санктуарии Божьего Милосердия духовным наставником для монахинь из женских монашеских конгрегаций «Сёстры Страстей Господних» и «Сёстры Служительницы Непорочного Зачатия» в Плоцке. 22 апреля 1928 года был рукоположён в епископы и назначен на должность епископа-коадъютора. В дальнейшем занимался благотворительной и пастырской деятельностью. В 1930 году был назначен ответственным за деятельность благотворительной организации «Каритас». С начала оккупации немецкими войсками Польши в сентябре 1939 года благотворительная деятельность была запрещена. 11 ноября 1939 года был арестован гестапо и 28 февраля 1940 года отправлен в ссылку в город Слупно. Ему запретили заниматься пастырской деятельностью, однако, он тайно служил святые мессы и рукополагал во священники выпускников плоцкой семинарии. В ночь с 6 на 7 марта 1941 года был арестован вместе с епископом Антонием Юлианом Нововейским и интернирован в концентрационный лагерь Сольдал ( (нем.)Soldau KL), находящийся в городе Дзялдово, где он умер от эпидемии тифа 1 октября 1941 года.

## Память
В городе Плоцке Леону Ветманскому установлен памятник
В городе Серпц, Мазовецкого воеводства, его имя присвоено гимназии. 

## Прославление
13 июня 1999 года был беатифицирован римским папой Иоанном Павлом II вместе с другими польскими мучениками Второй мировой войны.
День памяти — 12 июня.